# 臨界マッハ数

航空機の翼の遷音速流れのパターン、臨界マッハ数以上の効果を示す。

空気力学では、航空機の臨界マッハ数（りんかいまっはすう、英語: Critical Mach number (Mcr or M*) ）は、航空機のある点を流れる気流が音速に達するが、それを超えない最小のマッハ数である。
下限臨界マッハ数（英語: lower critical Mach number）では、機体全体の気流は亜音速となる。コンコルドや戦闘機などの超音速機も、航空機全体の周りの気流が超音速である上限臨界マッハ数（英語: upper critical Mach number）が存在する。

## 航空機の飛行
飛行中の航空機の場合、航空機の周囲の気流の速度は、機体の対気速度とは大きく異なる場所がある。これは、航空機構造の周りを移動するために気流が加速および減速するため、航空機の周囲の気流の速度は航空機の対気速度とまったく同じではない。航空機の対気速度が臨界マッハ数に達すると、機体自体の対気速度がマッハ1.0未満であっても、機体付近の一部の領域の気流の速度は音速に達するところがあり、これにより弱い衝撃波が発生する。航空機が臨界マッハ数を超えると、抗力係数が突然増加し、抗力が劇的に増加し、遷音速または超音速用に設計されていない航空機では、飛行操縦翼面上の気流の変化により機体の制御性が悪化する。
臨界マッハ数以上の飛行を想定していない航空機では、翼と水平尾翼上の気流に形成される衝撃波は、翼を失速させたり、操縦翼面を無効にしたり、機体が制御不能に陥ることがある（マッハタックなど、エレベータ上の気流の衝撃波によって機体が制御不能に陥る）。
臨界マッハ数以上で現れるこれらの問題のある現象は、圧縮性として知られるようになった。圧縮性は、1930年代と1940年代に高速の軍用機と実験用航空機に関連する多くの事故を引き起こしている。
当時は知られていなかったが、音速の壁と呼ばれる現象の原因は圧縮性であった。1940年代の軍用亜音速機であるスーパーマリン スピットファイア、メッサーシュミット Bf109、P-51マスタング、グロスター ミーティア、ハインケルHe162、P-80など、比較的厚く後退翼ではない翼での制御飛行でマッハ1.0に達することは不可能であった。1947年、チャック・イェーガーがベルX-1（はるかに薄く後退翼ではない翼）でマッハ1.06以上で飛行し、ついに音の壁が破られた。
ホーカー ハンターやF-86セイバーなどの初期の遷音速軍用機は、臨界マッハ数以上の速度でも十分に飛行できるように設計されており、水平飛行で音速の壁を破るほどのジェットエンジンの推力はなかったが、急降下でマッハ1.0を超えて制御も可能であった。エアバスやボーイング航空機などの最新のジェット旅客機は、マッハ1.0よりも遅い最大動作マッハ数を持っている。
コンコルド、Tu-144、イングリッシュ・エレクトリック ライトニング、ロッキードF-104、ダッソーミラージュIII、ミグ21などの超音速機は、水平飛行でマッハ1.0を超えるように設計されているので、翼が非常に薄く設計されている。それらの臨界マッハ数は亜音速および遷音速航空機よりも高いが、それでもマッハ1.0未満である。
実際の臨界マッハ数は、翼によって異なる。一般に、厚い翼は薄い翼よりも周囲を通過する気流をより偏向させ、気流をより速い速度に加速させるため、臨界マッハ数は低くなる。例えば、P-38ライトニングのかなり厚い翼の限界マッハ数は約0.69である。この機体は急降下中にこの速度に達することがあり、多くの墜落事故につながっている。スーパーマリン スピットファイアの主翼はかなり薄いため、臨界マッハ数は0.89とかなり高くなる。

## ノート
1. ↑  Clancy, L.J. Aerodynamics, Section 11.6
2. ↑  E. Rathakrishnan (3 September 2013). Gas Dynamics. PHI Learning Pvt. Ltd.. p. 278. ISBN 978-81-203-4839-4
3. 1 2  Clancy, L.J., Aerodynamics, Chapter 11